# 青年汽車
中国青年汽车集团（简称青年汽车）是中国大陆一家成立于2001年的汽车制造公司，位于浙江金华，下设商用车集团、乘用车集团和汽车部件集团三大子集团。2019年10月，旗下子公司之一的杭州青年汽车有限公司破产。

## 产品
- 青年JNP6105GR
- 青年JNP6120G-1
- 青年JNP6120GC
- 青年JNP6120GV
- 青年JNP6120GR
- 青年JNP6122G
- 青年JNP6122UC
- 青年JNP6130GSC
- 青年JNP6140GVC
- 青年JNP6180G
- 青年JNP6180G-1
- 青年JNP6181GVC

## 争议

### 骗取补贴
2017年2月，中国大陸工信部针对新能源汽车骗补企业开出罚单，金华青年汽车等7家骗补车企受到行政处罚、取消涉事产品生产等资质。

### 转售配套资源
2010年，青年汽车在宁夏石嘴山宣布投资267亿元打造汽车基地，3年后项目不见踪影，但配套给浙江青年汽车的煤矿已被变现10亿元。
2011年8月，鄂尔多斯市人民政府与青年汽车签订投资协议，计划投资90亿元，计划总共年销售548亿元。但在不到2个月后，青年汽车方面就将鄂尔多斯市人民政府配置的6亿吨与7亿吨煤炭资源约定出售给亿佳合公司，作价8亿元与23亿元。
除此之外，青年汽车曾经在浙江海宁、贵州六盘水等多地设立项目，但上述项目均已全部停止。截至2019年5月，青年汽车集团14次被法院列为失信被执行企业。

### 噱头营销
2008年，通用汽车旗下萨博汽车抛售，多家中国车企竞相购买。国能电动车公司最终竞得，但在竞买过程中，“萨博之争”使青年汽车赚足噱头，并借此获得了大量的煤炭资源。
2019年5月22日，河南《南阳日报》头版刊发《水氢发动机在南阳下线，市委书记点赞！》报道，引发社会质疑。河南南阳工信局回应称，水氢发动机尚未认证验收，消息系记者报道不准确，要求涉事集团负责人庞青年写情况说明。对此，有专家认为，所谓“水氢发动机”就是“氢燃料电池”。而氢燃料电池以氢气作为动力，并不是说加水就可以行驶，其中还涉及到一系列物理化学复杂反应，包括能量守恒定律。26日，南阳市委宣传部就此事作出情况说明，称该技术由湖北工业大学与青年汽车自2006年6月起联合研发，项目名称为“车载水解制氢用铝合金制备的关键技术基础研究”，由湖北工业大学董仕节教授为首的团队研发，2010年被科技部“973计划”批准立项，其基本技术原理是“铝合金粉末+催化剂+水”反应制氢，目前已取得相关专利。而此次“水氢发动机下线”属于试制，定型量产还需要进一步改进完善。27日，工业和信息化部表示，青年汽车搭载水氢发动机的车型未获得《车辆生产企业及产品公告》，不能生产销售和上路行驶，也不能申请新能源汽车补贴。

### 申请破产
2019年8月，浙江海宁市资产经营公司以青年汽车未能清偿到期债务，缺乏清偿能力为由，向浙江省金华市中级人民法院申请对青年汽车进行破产清算。但在8月30日，法院驳回海宁市资产经营公司的申请。法院认为青年汽车部分核心资源仍具备营运价值，存在清偿债务的可能。
2019年10月21日，杭州青年汽車有限公司被正式裁定破產。